# Saint Edward State Park
Der Saint Edward State Park ist ein  316 Acres (128 ha) großer Park in Kenmore und Kirkland im King County im US-Bundesstaat Washington. Er ist Teil des Washington State Park System. Vor der Gründung eines katholischen Seminars und der späteren Ausweisung als State Park wurde das Gebiet im 19. Jahrhundert und noch einmal in den 1920er Jahren abgeholzt. Eine Reihe von Wegen, die von Radfahrern und Spaziergängern genutzt werden können, durchzieht den Park. Der Baumbestand setzt sich vorrangig aus Küsten-Douglasie, Riesen-Lebensbaum, Oregon-Ahorn, Amerikanischem Erdbeerbaum und Westamerikanischer Hemlocktanne zusammen. Der dichte Unterwuchs besteht aus vielen Farnarten (hauptsächlich Westamerikanischer Schwertfarn), Sträuchern und Moosen. Er wird im Westen vom nicht erschlossenen Ufer des Lake Washington begrenzt. Der Park umgibt das Saint Thomas Center, welches die Bastyr University beherbergt.

## Geschichte
Von den 1920er Jahren bis 1977 gehörte das Land des Saint Edward State Park dem römisch-katholischen Erzbistum Seattle. Seit 1931 wurde es zu einem theologischen Seminar der Sulpizianer ausgebaut und genutzt. Das Gebäude des St. Edward Seminary wurde 1931 errichtet, gefolgt vom Saint Thomas Seminary (1958) und der Schwimmhalle (1969). Aufgrund der zurückgehenden Zahl der Studierenden wurden die Seminare 1977 geschlossen. Der größte Teil des Landes wurde mit Unterstützung der damaligen Gouverneurin Dixy Lee Ray an den Bundesstaat Washington verkauft.
Das übrige Land mit dem Saint Thomas Seminary (heute: Saint Thomas Center) verblieb im Eigentum des Erzbistums bis November 2005, als der Mieter, die Bastyr University, den Kauf des Grundstücks abschloss.

## Einrichtungen

### Saint Edward Seminary

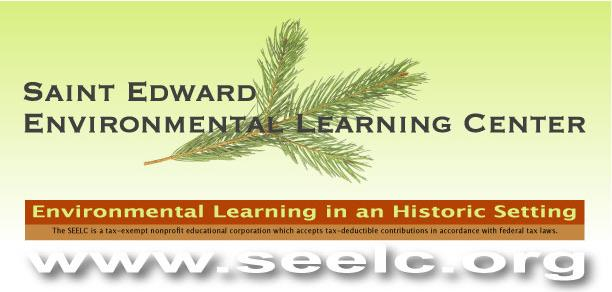

Das herausragendste Objekt im Park ist das St. Edward Seminary, das seit 1997 im Washington State Heritage Register und seit März 2007 im National Register of Historic Places verzeichnet ist. Die Unterhaltung dieses großen historischen Gebäudes wurde in den letzten Jahren vernachlässigt. Es ist für die Öffentlichkeit aktuell nicht zugänglich, außer bei besonderen Ereignissen, wenn z. B. das Refektorium für eine Veranstaltung gemietet wird.

### Weitere Gebäude
Die Schwimmhalle Carole Ann Wald Memorial Pool, Ende der 1960er Jahre mit Spenden einer Familie eines Seminaristen erbaut und nach dessen Schwester und des Spenders Tochter benannt, gehört zu den weiteren im Park vorhandenen Einrichtungen. Die Halle wurde in letzter Zeit von Konzessionären betrieben und am 31. Dezember 2009 geschlossen; es wartet seitdem auf einen neuen Betreiber und/oder ein größeres Unterstützer-Konsortium aus der Nachbarschaft des Parks, den Gemeinden oder anderen Sponsoren.
Die City of Kenmore, Evergreen Health und die Bastyr University unterstützten zwischen 2003 und 2009 den Betrieb der Schwimmhalle, doch wird diese Partnerschaft seit 2009 nur noch von Evergreen Health und der Bastyr University fortgesetzt.
Die Sporthalle und ein Freiluft-Kultraum („the Grotto“) stammen ursprünglich aus den 1930er Jahren. Südlich des Seminargebäudes befinden sich ein Baseball- und ein Fußball-Platz.
Der Park rühmt sich mit dem größten Spielplatz des Bundesstaates, vorrangig von Freiwilligen 2003 erbaut. Er wurde 2009 zu einem der fünf besten Spielplätze in Washington gekürt.
Der Park ist nur für die Tages-Nutzung vorgesehen, Camping ist nicht erlaubt. Hunde sind im Saint Edward State Park zugelassen, doch die Gesetze des Bundesstaates erfordern ein permanentes Führen an höchstens 8 ft (2 m) langen Leinen.

## Interessensgruppen
Eine örtliche Interessensgruppe, die Citizens for Saint Edward State Park, wurde zum Unterhalt des Parks für die Naherholung gegründet.
Eine weitere Gruppe, das Saint Edward Environmental Learning Center (SEELC), wurde gegründet, um den künftigen Schutz des Parks nachhaltig zu gestalten, die Zusammenarbeit in der Gemeinde zu fördern und innovative Bildungsangebote für alle Altersgruppen zu machen. Der Kenmore Reporter unterstützte die Produktion A Midsummer Night’s Dream des SEELC als Teil seines Umweltbildungsprogramms, welches aus einer Reihe von jährlich zwischen Frühjahr und Herbst stattfindenden Veranstaltungen besteht.

## Erneuerung
Ein Projekt zur Landnutzungsplanung im Park startete 2005, vorangetrieben von den Washington State Parks. Das auch Classification and Management Planning (CAMP) genannte Projekt zielt auf die Besucher, die natürlichen und kulturellen Ressourcen, die Gebäudenutzung, Erholungsflächen und Wanderwege und andere Interessensgebiete der Gemeinde und der Kunden.
Ein Vorschlag von McMenamins, einem im Pazifischen Nordwesten aktiven Hotel- und Brauereiunternehmen, das Hauptgebäude in ein Hotel mit Restaurant und Tagungszentrum umzuwandeln, wurde 2007 aufgrund von Widerständen der Citizens for Saint Edward Park zurückgezogen.
Die Regierung des Bundesstaates reservierte 500.000 USD zur Bewertung der zurückgehenden Nutzbarkeit des Seminar-Gebäudes und weitere 500.000 USD für die notwendigste und vorerst aufgeschobene Unterhaltung des Gebäudes.
Mit einer neuerlich verfügbaren Finanzspritze begannen die State Parks im Frühjahr 2007 einen Ausschreibungsprozess für Architekturbüros zur zeitnahen Bewertung, der ein weites Spektrum möglicher künftiger Nutzungen ermöglichen sollte. Ausgewählt wurde das Büro Bassetti Architects, um das Seminargebäude zu bewerten und eine Lösung vorzuschlagen.
Die Friends of Saint Edward State Park und die Kenmore Heritage Society starteten 2010 eine Zusammenarbeit über einen Lehrpfad,  in der die KHS ihre Erfahrungen mit dem Kenmore History Path im Log Boom Park einbrachte.